# 宋斐如

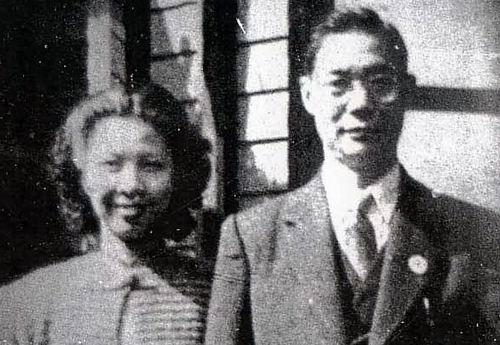
宋斐如（右）及區嚴華合照

宋斐如（1903年—1947年3月），原名宋文瑞，台灣臺南二層行塗庫（今臺南市仁德區）人，曾任新聞記者、臺灣省行政長官公署教育處副處長，在二二八事件中遇害。

## 生平
1921年臺北商工學校畢業後到大陆学习，在馬幼漁先生門下學習，與洪炎秋同屆考進北京大學預科；之後進入北京大學經濟系就讀，改用名「斐如」。
1924年，宋斐如開始主編雜誌《少年臺灣》；北京大學畢業後，宋斐如曾在馮玉祥處講學。1931追隨馮玉祥前往泰山講學，1933年隨馮玉祥前往察哈爾參加民眾抗日同盟軍，負責對日宣傳工作。中國抗日戰爭期間，宋斐如曾在廣州市長孫科旗下工作，后擔任中蘇友好協會幹事，1942年任中國國民黨台灣省黨部（由在重慶的台籍黨員組成）幹訓班教育長。
1945年日本投降，宋斐如回到台灣，被任命為台灣省行政長官公署教育處副處長，是二戰後初期長官公署高層官員中極少數的台灣人（台籍人士先暫安排文教新聞職缺，層級較高的另有3位：《台灣新生報》社長李萬居、台灣廣播電台台長林忠、參議楊友濂、宋李林都是隨國府回台的台灣人，楊雲萍是好友許壽裳力保的和國府沒有淵源的留日台人）。
1945年12月，宋斐如與鄭明祿、蘇新（《人民導報》總編輯，受中共對台工作上層蔡孝乾指導的台共領袖）等人創辦《人民導報》，宋斐如並擔任社長。1946年，《人民導報》刊登有關國共和談敏感文章、批評陳儀施政等，引發台灣省行政長官陳儀不滿、要求宋斐如辭去社長職。1947年2月22日，陳儀罷黜了宋斐如教育處副處長一職。二二八事件爆發期間，宋斐如並未從事武力抗爭，卻在3月9日國府軍開入台北市後名列當局「叛亂首要人犯」。3月11日下午2時，有6名持槍的武裝分子，駕車到其住宅，將正在後院休憩的宋斐如強行押走:34。而後宋妻向政府機關陳情，當時的臺灣全省警備司令部回覆「本部並無予以逮捕且通緝，事變禍首名單亦無該員姓名，而〇二〇三九號小汽車，經查為『台北市中山路二〇九號商人林某用車』」，而「台北市中山路二〇九號」乃「協志商號」地址，社長即大同集團創辦人林煶灶。
曾任行政長官公署秘書的鄭士鎔回憶，民政處長周一鶚曾經向其透露：陳儀對於林茂生、宋斐如、陳炘等人遭特務殺害一事非常悲痛；特務殺完人還要求自己「補辦手續」追認，直斥特務無法無天。

## 家屬
宋斐如之妻區嚴華，到台灣後曾任職台灣省行政長官公署、台灣省政府法制室，1950年因幫助前《人民導報》總主筆陳文彬舉家逃往香港而被捕，次年被槍決於馬場町（今台北市萬華區青年公園一帶地區）。 
長子宋洪濤，為第一任妻子傅彬彬所生，戰後來臺與三媽區嚴華共同生活。宋斐如被帶走時，為建國中學初中一年級生，後來因為經濟因素休學，之後改到基隆水產學校就讀:34。區嚴華遭到逮捕槍決後，流離失所:35。雖前往臺南找二媽，後又找父親相關的人脈等等，但都無法得到完善的協助:35、36。最後以新公園、臺北車站等處為家:35、36。後來找到工作之後，於26歲開設一間小公司，30歲結婚成家，育有3子:36。